# دزدی خانه
دزدی خانه (به انگلیسی: Stealing Home) فیلمی محصول سال ۱۹۸۸ و به کارگردانی استیون کمپمن است. در این فیلم بازیگرانی همچون مارک هارمون، بلر براون، جاناتان سیلورمن، هارولد ریمیس، ویلیام مک‌نامارا، جان شی، جودی فاستر، ریچارد جنکینز، تد راس، هلن هانت و بت بروریک ایفای نقش کرده‌اند.